# Fuhrter Rotte
Die Fuhrter Rotte war bis zum 19. Jahrhundert eine der untersten Verwaltungseinheiten im ländlichen Außenbezirk der bergischen Stadt Elberfeld und des Kirchspiels Elberfeld im Kreis Elberfeld des Regierungsbezirks Düsseldorf innerhalb der preußischen Rheinprovinz.
Laut der Statistik und Topographie des Regierungsbezirks Düsseldorf von 1832 gehörten zu der Rotte folgende Ortschaften und Wohnplätze: Am Döppersberg, Am Freudenberg, Am Kasten, Am Kleeblatt, Auf der Beek, Auf'm Sandplatz, Hinterm Holz, In der Bühl, In der Distelbeck, In der Distelbecker Straße, In der Kluse, In der Mauer und Vorm Uellenberg.